# عملية روس

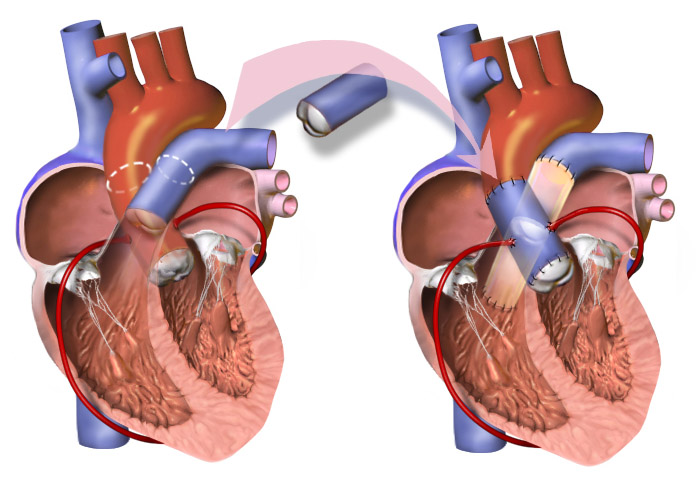

عملية «روس» (أو الطعم الذاتيّ الرئويّ) هي عملية جراحيّة للقلب؛ حيث يحلّ الصّمام الرئويّ للشخص نفسه محلّ الصّمام الأبهر المصاب، ثم يتم استخدام الطعم الخَيْفي الرئويّ (صمام مأخوذ من جثة) ليحلّ محلّ الصّمام الرئويّ للمريض نفسه. 
استبدال الطعم الذاتيّ الرئويّ للصّمام الأبهر هي العملية المفضلة في الرضع والأطفال، ولكن استخدامها للبالغين لا يزال مثيرًا للجدل.

## التاريخ
تمّتْ تسمية عملية «روس» نسبة إلى السيد دونالد روس -رائد في مجال جراحة القلب في المملكة المتحدة- والذي اقترح هذه العملية عام 1962  وأُجريتْ لأول مرة عام 1967.

## المزايا / العيوب

### المزايا
- الخلو من الجلطات الدمويّة دون الحاجة لمضادات التخثر.
- ينمو الصمام مع نمو المريض (أي الأطفال).
- ديناميكا دم ملائمة.
- لا وجود لمواد خارجية في الصّمام.

### العيوب
- مرض صمام واحد (الأبهر) يُعالَج بعملية لصمامين (الأبهر والرئويّ).

## استبدال الصمام الرئوي
أحد الاعتراضات الرئيسيّة لعملية «روس» هي نشأة مرض الصّمام الرئويّ بالإضافة إلى مرض الصّمام الأبهر. وقد جادل المؤيدون بأنّ الصمامات الحيوية المزروعة مكان الصّمام الرئويّ ستكون بطيئة في اكتساب اختلال وظيفي، وأنّ أي اختلال وظيفي سيتم التعامل معه بشكل جيد بسبب الضغوطات الأقل في الجانب الأيمن من القلب. إن بقاء الطعوم المثلية على قيد الحياة في مكان الصّمام الرئويّ يُعتبر أمرًا جيدًا (80% لا يحتاجون لإعادة العملية لمدة 20 عامًا)، واختلال الطعم المثلي الوظيفي من النادر أن يتورط في معدلات الاعتلال والوفيات الملحوظة.
الطعوم المثلية (الأبهرية أو الرئوية) يجب أن تكون الاختيار المنشود؛ حيث لا صمام آخر أدى الوظيفة كما يجب في مكان الصّمام الرئويّ. يتم تعقيم العديد من صمامات الطعم المثلي بأكسيد الإثيلين أو الإشعاع -الطرق معروفة بكونها تسبّب تأثيرات ضارة على وظيفة الصّمام. ومن المُرجَّح أن تكون نتائج عملية الطعم الرئويّ الذاتيّ أفضل باستخدام صمامات الطعم المثلي الطازجة. حتى اليوم، الحفظ بالتبريد هو الأسلوب المثالي لحفظ الطعم المثلي.

## وصلات خارجية
- Cardiac Surgery in the Adult - Pulmonary autograft نسخة محفوظة 27 سبتمبر 2011 على موقع واي باك مشين.
- "Ross Me, Baby!" - A First Person Account of a Ross Procedure Performed on a Adult Male, with Photographs Showing Pre-op, Surgery, Post-op, and Recovery
- ps4ross.com - a site dedicated to the procedure and Dr. Paul Stelzer, an expert in the Ross Procedure
- Educational video about the Ross Procedure with Dr. Paul Stelzer and a patient success story.